# الملحق الدوري لمدارات الكويكبات
الملحق الدوري لمدارات الكويكبات بالإنجليزية Minor Planet Circulars Orbit Supplement وهي مجلة علمية تنشر دورياً في منتصف كل شهر قمري من قبل مركز الكويكبات (Minor Planet Center). تتضمن هذه الدورية رصدا للكويكبات ومدارهم والتقويم الفلكي للكويكبات والمذنبات والأقمار الطبيعية.

## وصلات خارجية
- Minor Planet Center
- MPCORB orbit catalogue
- Smithsonian Astrophysical Observatory